# Setitipula
Setitipula is een ondergeslacht van het geslacht van insecten Tipula binnen de familie langpootmuggen (Tipulidae).

## Soorten
Deze lijst van 3 stuks is mogelijk niet compleet.
- T. (Setitipula) esselen (Alexander, 1965)
- T. (Setitipula) rusticola (Doane, 1912)
- T. (Setitipula) trichophora (Alexander, 1920)